# Ludwig Plümicke

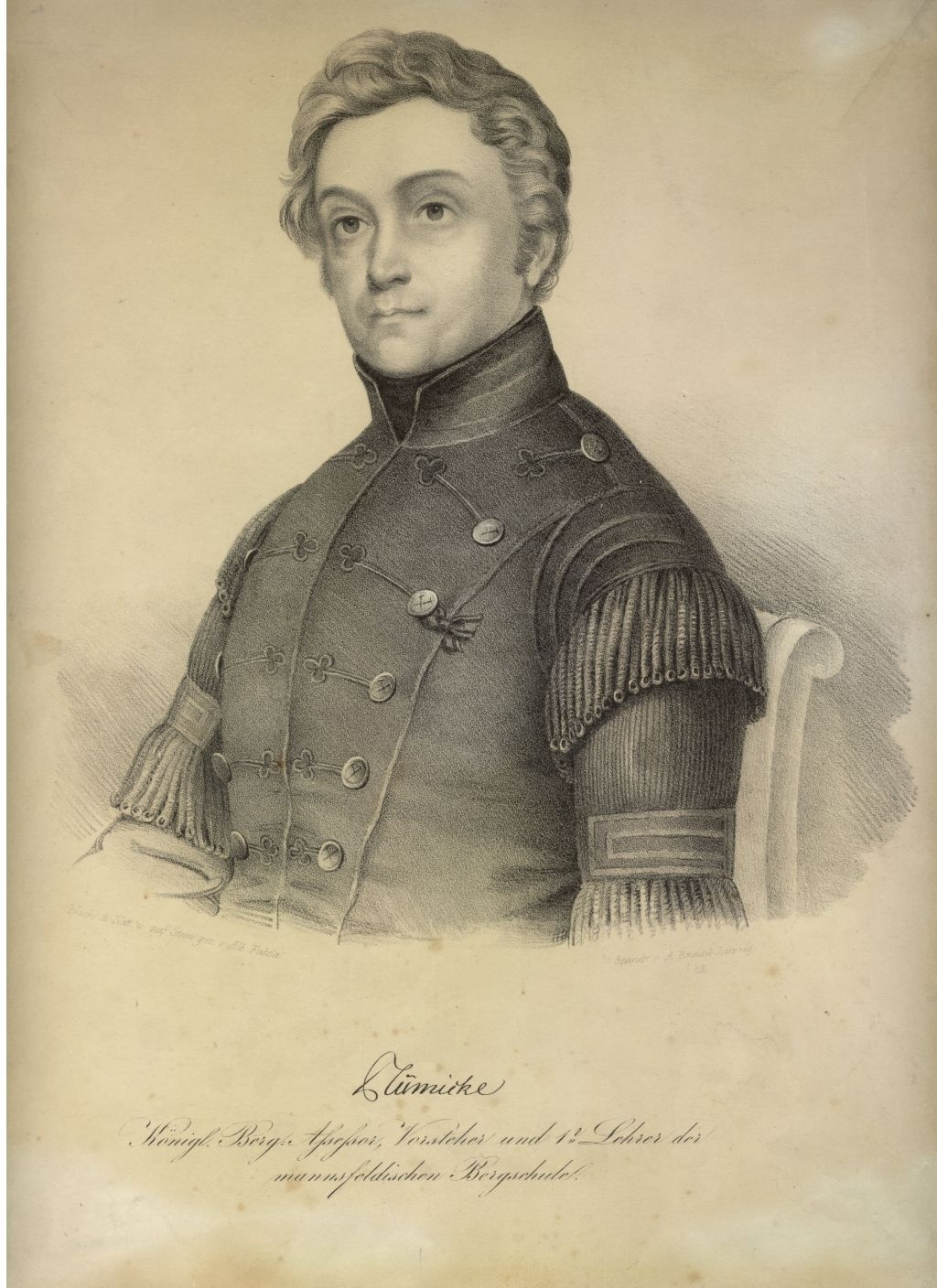
Ludwig Plümicke (Foto: Sammlungen der Lutherstadt Eisleben)

Carl Friedrich Ludwig Plümicke (* 6. März 1791 in Waldenburg (Schlesien); † 27. April 1866 in Eisleben) war ein preußischer Bergrat, Lehrer, Ehrenbürger der Stadt Eisleben sowie Sammler von insgesamt rund 4300 Büchern, Atlanten, Karten sowie Handschriften.

## Leben
Plümicke stammte aus Waldenburg in Schlesien. Er war das 5. Kind des Bergrates und Leiters des Bergamtes Waldenburg J. H. L. Plümicke. Im Alter von 26 Jahren ging der damalige Bergeleve, nach dem Studium an der Universität Breslau und der Bergakademie Freiberg, 1817 als erster hauptamtlicher Lehrer an die Bergschule Eisleben, an deren Ausbau er große Verdienste hatte und deren Vorsteher er zuletzt wurde. 1862 trat Plümicke in den Ruhestand, nachdem er 1843 zum Bergassessor und 1859 zum Bergrat befördert worden war. Die Universität Halle verlieh ihm die Ehrendoktorwürde und Eisleben 1859 die Ehrenbürgerschaft.
Er heiratete 1825 Marie Sophie Christiane Eisentraut, die jedoch bereits ein Jahr später im Alter von 24 Jahren verstarb. Plümicke selbst starb 1866. Seine Grabstätte befindet sich noch heute auf dem Kronenfriedhof in Eisleben.
Testamentarisch vermachte Plümicke am 14. November 1863 insgesamt 714 seiner älteren Bücher, Karten und Handschriften der zwei Jahre zuvor gegründeten Historischen Bibliothek der späteren Mansfeld AG. Von dort wurden 1868 Teile seiner Sammlung dem Verein für Geschichte und Altertümer zur Aufbewahrung überlassen, die später in die Historische Bibliothek am Andreaskirchplatz 10 in Eisleben eingeflossen sind. Seit 2008 befinden sich seine Bücher in der Novalis-Forschungsstätte Schloss Oberwiederstedt.

## Ehrungen
In Lutherstadt Eisleben wurde 2016 der 150. Todestag von Ludwig Plümicke feierlich begangen und ein Plümicke-Jahr ausgerufen. Seit dieser Zeit erinnert der Plümicke-Stein auf den Eislebener Stadtterrassen, dem ehemaligen Bergschulgarten, an ihn. Plümicke gestaltete diesen Stein vermutlich für die Ausbildung vor 1843 als Justiertisch, wie die heute wieder durch eine Messingplatte verdeckte lateinische Inschrift Ante 1843 vermuten lässt. Er diente möglicherweise den angehenden Markscheidern der Bergschule anhand der auf einer Messingplatte eingravierten Nord-Süd- beziehungsweise Meridian-Linie dazu, ihre Kompasse und Nivelliergeräte zu justieren und den Umgang mit den Messgeräten zu erlernen.